# Punakha (distrito)

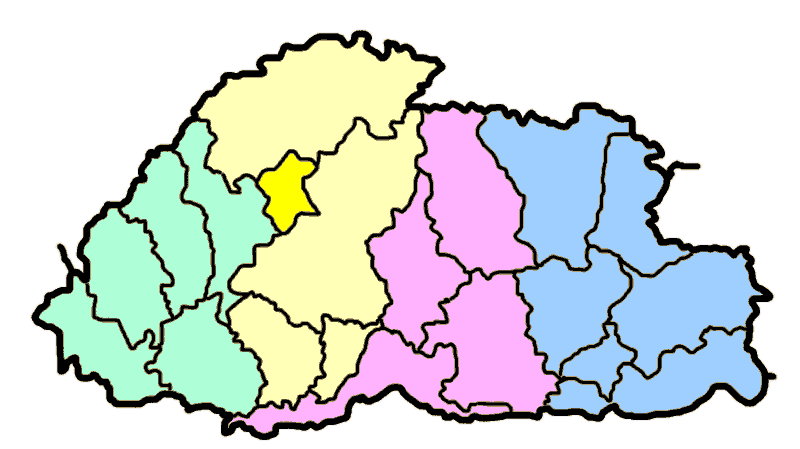
Localização de Punakha no Butão (amarelo destacado)

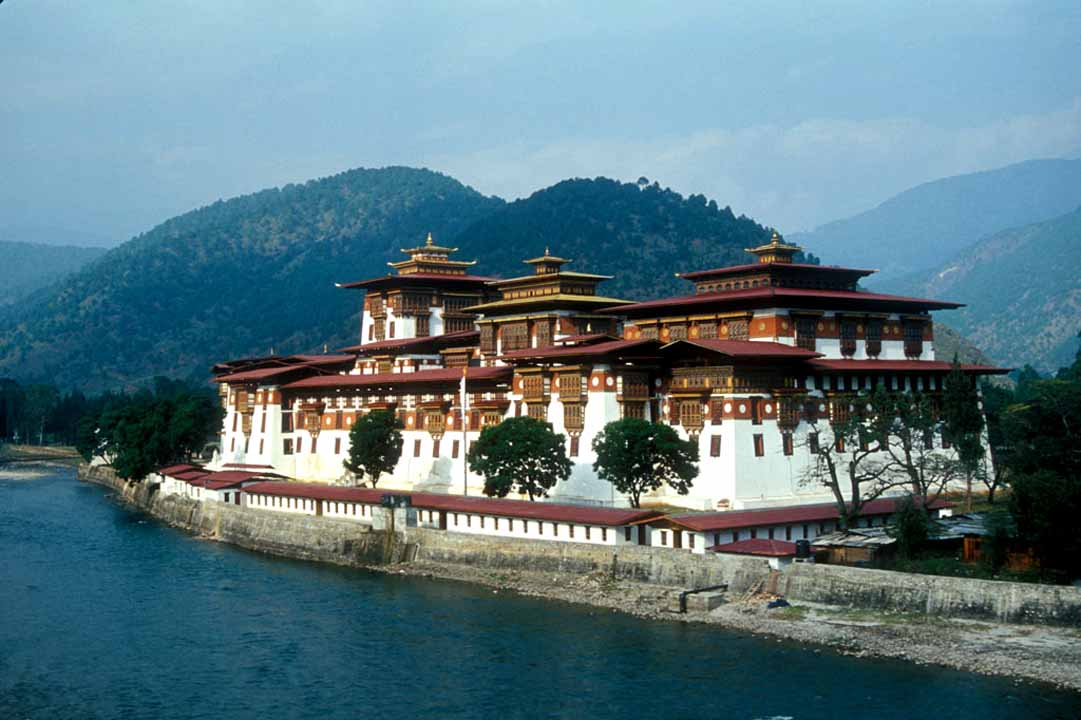

Punakha (Djongkha: སྤུ་ན་ཁ་རྫོང་ཁག) é um dos 20 distritos do Butão.[carece de fontes?]